# 聖克里斯托巴爾區 (皮科塔省)
6°39′59″S 76°35′34″W / 6.6665°S 76.5929°W
聖克里斯托巴爾區（西班牙語：Distrito de San Cristóbal de Puerto Rico），是秘魯的一個區，位於該國中北部聖馬丁大區的皮科塔省，始建於1944年1月31日，面積29.6平方公里，海拔高度220米，2005年人口1,240，人口密度每平方公里42人。